# Državna politična uprava
GPU (polni ruski naziv Государственное политическое управление (ГПУ) при Народном комиссариaте внутренних дел (НКВД) РСФСР – Gosudarstvenoe političeskoe upravlenie (GPU) pri Narodnom komissariate vnutrennih del (NKVD) RSFSR, slovensko: Državna politična uprava) je bila sovjetska varnostno-obveščevalna služba, nastala z reorganizacijo Čeke leta 1922. Leta 1936 so jo reorganizirali v NKVD.